# جيوفري رايس
جيوفري رايس (بالإنجليزية: Geoffrey Rice)‏ هو مؤرخ نيوزيلندي، ولد في 1946 في Taumarunui ‏ في نيوزيلندا.